# Thyssenkrupp Polysius GmbH
Die thyssenkrupp Polysius GmbH ist ein international tätiges Unternehmen im Anlagen- und Maschinenbau mit Sitz in Deutschland. Es ist auf Technologien und Automationslösungen für die Zement- und Kalkindustrie spezialisiert. Im Mittelpunkt stehen Engineering-Leistungen und Beschaffung verfahrenstechnischer Kernkomponenten zur Dekarbonisierung industrieller Prozesse – etwa durch CO₂-Abscheidung, digitale Prozessoptimierung und energieeffiziente Lösungen.
Mit rund 1.400 Mitarbeitenden und 22 Standorten in 20 Ländern bietet thyssenkrupp Polysius  technische Lösungen und Dienstleistungen. Besonderer Fokus liegt auf der individuellen Beratung, Modernisierung und Instandhaltung – auch für Anlagen anderer Hersteller.
Seit 2023 gehört das Unternehmen zum Segment Decarbon Technologies der thyssenkrupp AG, das auf industrielle Lösungen zur Reduzierung von CO₂-Emissionen ausgerichtet ist.

## Unternehmensgeschichte

### Gründung und erste Erfolge
Das Unternehmen wurde in Dessau gegründet: Um Ostern 1859 eröffnete der Schlossermeister Gottfried Polysius mit einem Lehrling eine Werkstatt in Dessau und legte mit der Schlosserei und der Fabrikation von Geldschränken den Grundstein für das heutige Unternehmen. Am 23. Mai 1870 gründete er die G. Polysius Eisengießerei und Maschinenfabrik, die sich mit selbstkonstruierten und leistungsstarken Mühlen in der damals noch jungen Baustoff-Industrie etablierte. Neben Geldschränken wurden Göpel und Schüttelsiebe gebaut.

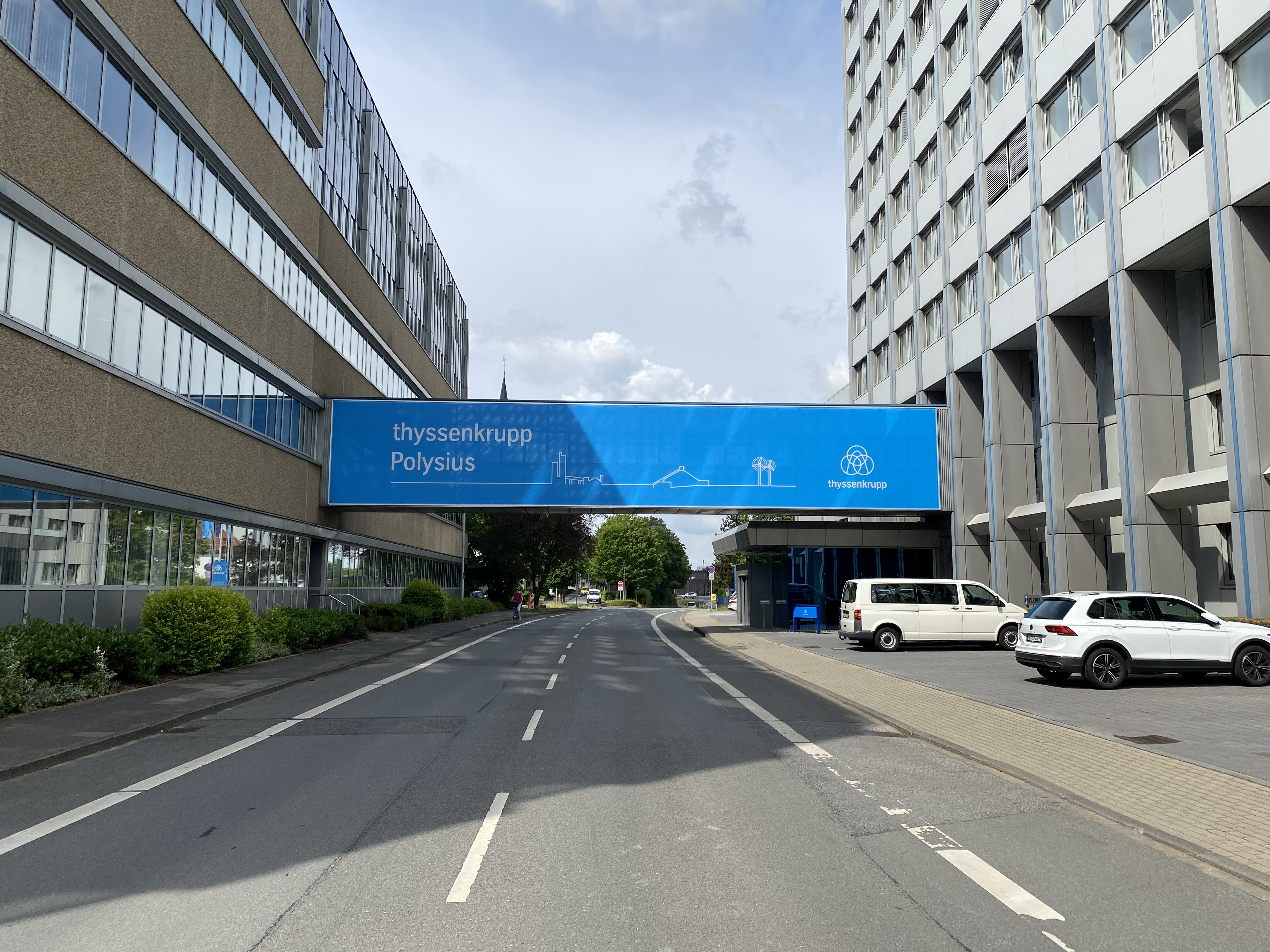
Zentrale von thyssenkrupp Polysius GmbH in Neubeckum

Außer landwirtschaftlichen Maschinen produzierte Polysius auch Getreidemühlen, Brauerei- und Brennereianlagen. Besonders engagierte er sich in der aufstrebenden Rübenzuckerindustrie. Polysius spezialisierte sich fortan auf Zerkleinerungs- und Aufbereitungsmaschinen. Nach Polysius’ Tod führten seine Söhne Otto und Max Polysius das Unternehmen erfolgreich fort. Bedeutend wurde insbesondere der Bau von Zementwerken. 1893 präsentierte sich das Unternehmen auf der Weltausstellung in Chicago. 1898 konstruierte und fertigte man den ersten Zement-Drehrohrofen in Europa. 1912 folgte der Bau des Werks Jesarbruch bei Nienburg (Saale) für die Sächsisch-Thüringische Portland-Cement-Fabrik Prüssing & Co. KGaA.
Ende der 1920er Jahre entwickelte Otto Lellep zusammen mit seinem Mitarbeiter Bernd Helming unter dem Namen Lepol ein Verfahren, das die herkömmliche Zementherstellung revolutionierte. Lepol erschloss einen deutlich besseren Zement-Brennprozess im Drehofen und reduzierte den Brennstoffverbrauch um ein Drittel.

### Entwicklung nach dem Krieg
Nach Ende des Zweiten Weltkriegs begann Polysius 1946 wieder in Dessau. Gleichzeitig gründeten Bernd Helming und Curt Prüssing, ein Schwiegersohn von Max Polysius, in Neubeckum die Westpol GmbH, die drei Jahre später in Polysius GmbH umfirmiert wurde. Das Unternehmen wurde zum Treiber für die Wiederbelebung des Polysius-Geschäfts im Westen. Das neue Bürogebäude wurde darauf ausgelegt, dass die Büroräume im Falle eines Misserfolgs des aufstrebenden Unternehmens mühelos in Wohnungen umgewandelt werden konnten. Prüssing und Bernd Helming bildeten auch nach der späteren Umwandlung der GmbH in eine AG den Vorstand. Die Dessauer Fabrik wurde 1946 von der russischen Verwaltung enteignet und später zum VEB Zementanlagenbau umfirmiert. Bereits 10 Jahre nach dem Neubeginn beschäftigte Polysius 600 Mitarbeiter im In- und 100 im Ausland.
1951 wurde das erste komplette Zementwerk nach Syrien geliefert. Um wettbewerbsfähig zu bleiben, sah sich das Unternehmen gezwungen, immer größere Anlagen zu installieren. Mit dem Anstieg des Werts einzelner Aufträge verringerte sich die Gesamtzahl der weltweit vergebenen Aufträge kontinuierlich. Darüber hinaus resultierte die Nachfrage nach kompletten Anlagen in einer ungewöhnlich hohen Kapitalbindung und brachte vielfältige technologische sowie kommerzielle Risiken mit sich.
Die Eigentümer von Polysius erkannten, dass die finanziellen Anforderungen an das Unternehmen früher oder später die Möglichkeiten eines Familienunternehmens überschreiten würden und brachten deshalb als Gesellschafter die Essener Fried. Krupp GmbH hinzu.
1971 erwarb die Essener Fried. Krupp GmbH die Kapitalmehrheit an Polysius.

### Eingliederung in den ThyssenKrupp-Konzern

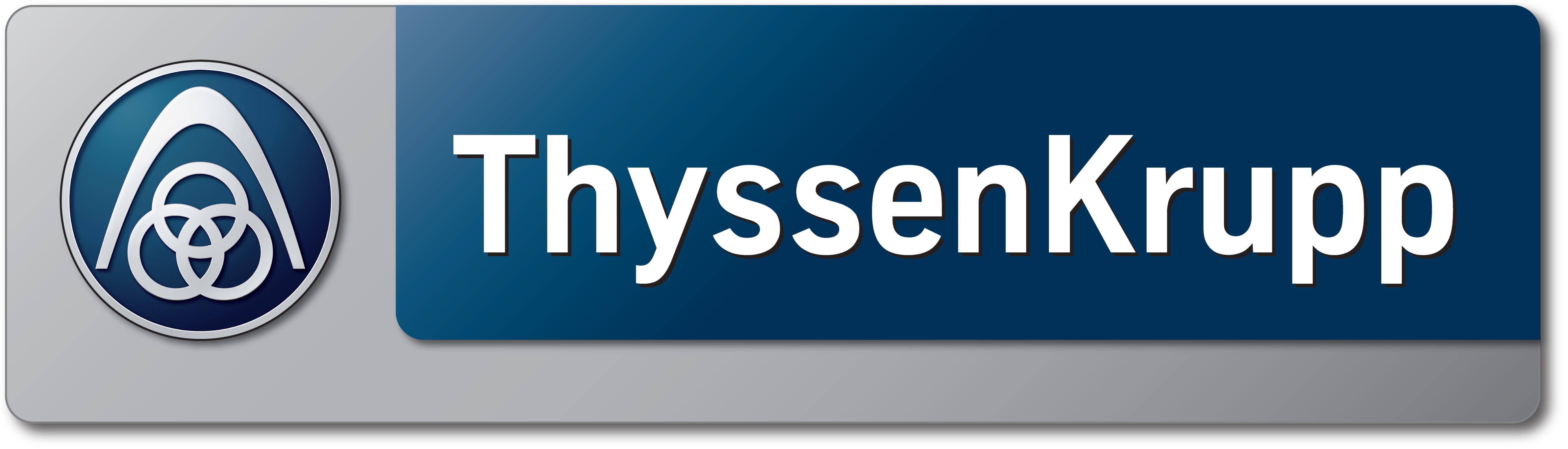
ThyssenKrupp Logo bis 2015

1992 erfolgte die Integration der Krupp Polysius in die Krupp-Anlagenbau-Sparte – eine Konzernstruktur der Fried. Krupp AG Hoesch-Krupp. 140 Jahre nach Firmengründung, im Jahr 1999, erfolgte die Fusion mit dem Thyssen-Konzern zur Thyssenkrupp. Polysius war nun Teil des internationalen Unternehmensbereichs Thyssenkrupp Technologies.
Durch Zukäufe verstärkte sich Polysius auf den Sektoren Kalköfen (Maerz AG in Zürich) und Services (AC Equipment Corp., USA). Im Oktober 2009 wurde das 150-jährige Firmenjubiläum mit dreitägigen Festlichkeiten in Neubeckum begangen.
Ein Beschluss der Konzernleitung führte zur Zusammenführung von Polysius mit der Thyssenkrupp Fördertechnik GmbH und Neufirmierung beider Unternehmen unter Thyssenkrupp Resource Technologies GmbH. Aus der Aktiengesellschaft wurde im Wege der Umwandlung eine GmbH, aus den Vorständen Geschäftsführer, und der Geschäftssitz der neufirmierten GmbH wurde nach Essen in die Konzernzentrale gelegt. Im Zusammenhang mit den Umstellungen, die mit dem Ausscheiden zweier älterer Polysius-Vorstände im Dezember 2012 begannen, verließen auch die jüngeren Vorstände für Technik und Vertrieb sowie Unternehmensführung das Unternehmen. Die Geschäftsführung wurde mit Ausnahme eines von Uhde zurückberufenen Geschäftsführers (und vormaligen Polysius-Vorstands) von Fördertechnik-Geschäftsführern wahrgenommen.

### Business Area: thyssenkrupp Industrial Solutions

Yamama Saudi Cement Zementwerk in Saudi-Arabien

2014 wurden die beiden bisher eigenständigen Anlagenbau-Unternehmen thyssenkrupp Uhde und Thyssenkrupp Resource Technologies fusioniert und begründeten damit die thyssenkrupp Industrial Solutions mit dem Hauptsitz in Essen. Das Unternehmen bietet Chemie-, Raffinerie- und Industrieanlagen an sowie die damit verbundenen Dienstleistungen wie Planung, Wartung oder Schulungen.
Zum 31. Mai 2023 wurde die Business Area aufgelöst, was zu einer Umfirmierung der thyssenkrupp Industrial Solutions GmbH in zwei eigenständige Unternehmen führte: die thyssenkrupp Polysius GmbH und die thyssenkrupp Uhde GmbH.

### Neues Geschäftssegment: Decarbon Technologies
Im September 2023 erfolgte die Zusammenführung der Unternehmensbereiche thyssenkrupp Polysius, thyssenkrupp Uhde, thyssenkrupp Rothe Erde (Business Unit Bearings) und thyssenkrupp Nucera unter dem Dach des neu geschaffenen Segments Decarbon Technologies.
Durch die Einführung des neuen Segments soll sich thyssenkrupp als führendes Technologieunternehmen für die Energiewende positionieren.

## Geschäftsfelder
Das Haupttätigkeitsfeld der thyssenkrupp Polysius GmbH liegt in der Zementindustrie. Das Unternehmen bietet sowohl Einzelmaschinen als auch vollständige Anlagen für die Zementproduktion an. Darüber hinaus stellt thyssenkrupp Polysius Serviceleistungen entlang des gesamten Lebenszyklus von Zementwerken bereit, einschließlich Inspektionen, Wartung und der Lieferung innovativer OEM-Ersatzteile. Mit insgesamt 21 Servicebüros in 17 Ländern und 5 Service-Centern ist das Unternehmen global präsent.
Neben der Zementindustrie operiert thyssenkrupp Polysius auch in anderen Sektoren:
- Kalkindustrie: PFR/ HPS Schachtöfen für Kalkanlagen
- Bergbauindustrie: Brecher und Sieb-Anlagen